# Coriky
Coriky — американський рок-гурт з Вашингтона, утворений у 2015 році.

## Історія
Гурт був заснований у 2015 році в Вашингтоні. Емі Фаріна та Ян Маккей, які разом грали в гурті The Evens, почали співпрацювати з Джо Леллі (Fugazi, The Messthetics). 
У 2018 році новоутворений гурт Coriky зіграв свій перший концерт. 
На початку 2020 року Coriky випустив дві пісні, «Clean Kill» і «Too Many Husbands», що розповсюджувались через безкоштовні стрімінгові сервіси. 12 червня 2020 року було випущено однойменний альбом гурту Coriky.
22 лютого 2020 року гурт представив свій альбом на безкоштовному шоу, яке відбулось в костьолі Святого Стефана у Вашингтоні. Альбом отримав схвальні оцінки і був порівняний з альбомами The Evens (гурт Маккея та Фаріни), а також з альбомами Fugazi (коли в них грали Ян Маккей та Джо Леллі).

## Учасники
- Емі Фаріна — ударні;
- Ян Маккей — гітара;
- Джо Леллі — бас-гітара[9].

## Дискографія
- Coriky (2020, Dischord).